# 갈레나 (가수)
갈레나(불가리아어: Галена, 영어: Galena, 1985년 5월 21일 ~ )는 불가리아의 가수이다.

## 음반 목록
- Galena (2006)
- След 12 (2008)
- Официално Забранен (2010)
- Аз (2011)